# Maskulinum – femininum
Maskulinum – femininum (originaltitel: Masculin féminin) är en fransk-svensk dramafilm från 1966 i regi av Jean-Luc Godard. Huvudrollerna spelas av Jean-Pierre Léaud och Chantal Goya.

## Medverkande i urval
- Jean-Pierre Léaud – Paul, en ung idealist
- Chantal Goya – Madeleine Zimmer, en ung sångerska
- Marlène Jobert – Elisabeth Choquet, Madeleines rumskamrat
- Michel Debord – Robert Packard, en journalist
- Catherine-Isabelle Duport – Catherine-Isabelle
- Evabritt Strandberg – Elle (kvinnan i filmen)
- Birger Malmsten – Lui (mannen i filmen)
- Brigitte Bardot – sig själv (cameo)
- Antoine Bourseiller – sig själv (cameo)